# Cobaltore Onagawa
Cobaltore Onagawa (em japonês:  コバルトーレ女川 - Cobaltore Onagawa) é um clube de futebol japonês, com sede em Onagawa, na prefeitura de Miyagi. Atualmente disputa a Liga de Futebol de Tohoku, uma das Ligas Regionais da Terra do Sol Nascente.

## História
Fundado em 2006, o Cobaltore disputou inicialmente as ligas de prefeitura de Ishinomaki e Miyagi, onde permaneceu até 2007. Entre 2008 e 2017, jogou a Liga Regional de Tohoku - o terremoto que abalou o Japão em março de 2011 (o escritório do clube chegou a ser destruído) inviabilizou a participação da equipe na edição daquele ano. Voltou em 2012, na segunda divisão da Liga Regional, ficando em segundo lugar.
Em 2017, venceu a primeira divisão da Liga, obtendo a promoção para a JFL de 2018, juntamente com o Tegevajaro Miyazaki.

## Estádio

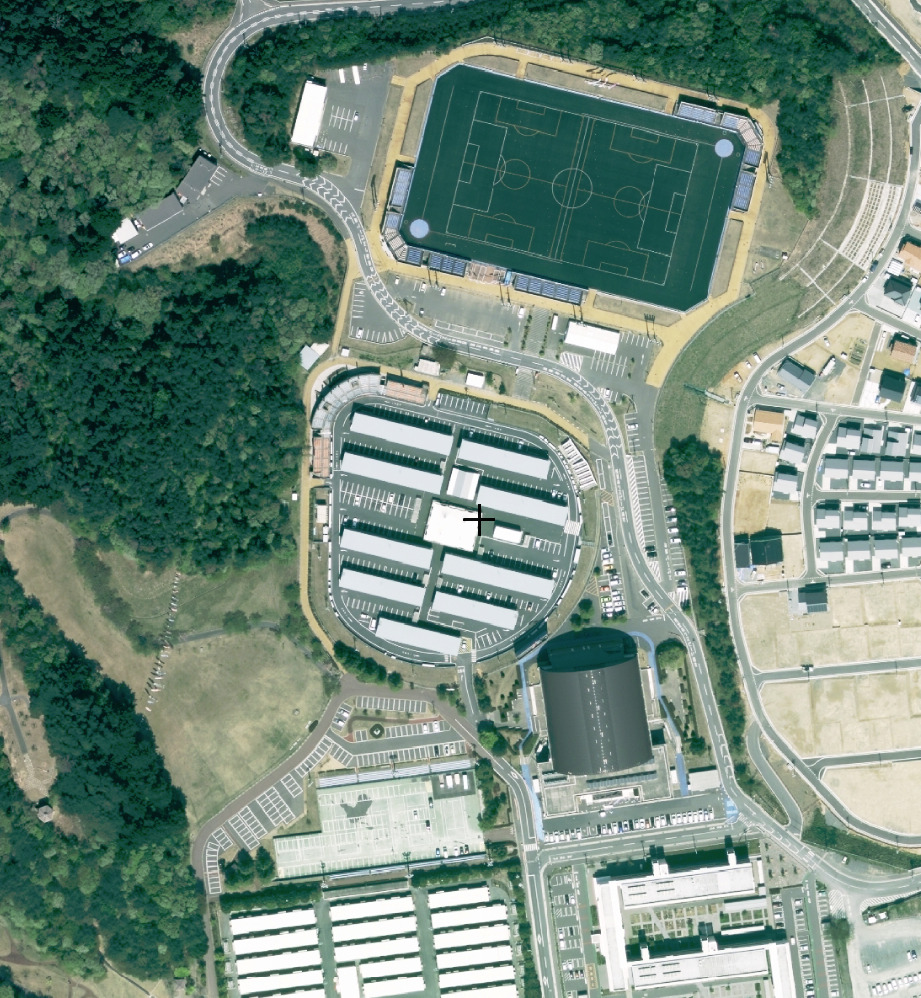
Onagawa Sports Park (parte superior), estádio onde o Cobaltore Onagawa manda seus jogos.

O Cobaltore Onagawa manda suas partidas no Onagawa Town Comprehensive Athletic Park, que possui capacidade para 5 mil lugares.

## Elenco atual
Atualizado em 23 de agosto de 2023.
Nota: Bandeiras indicam equipe nacional, conforme definido pelas regras de elegibilidade da FIFA. Os jogadores podem ter mais de uma nacionalidade não-FIFA.
| N.º |       | Posição | Jogador            |
| --- | ----- | ------- | ------------------ |
| 1   | Japão | G       | Toshimasa Munakata |
| 3   | Japão | D       | Shinji Hiraki      |
| 4   | Japão | D       | Ryuya Sakai        |
| 5   | Japão | D       | Tatsuki Masuzawa   |
| 6   | Japão | D       | Haruki Yamauchi    |
| 7   | Japão | M       | Kazuya Ogawa       |
| 8   | Japão | M       | Kaito Yoshimori    |
| 9   | Japão | A       | Kanta Nishiyama    |
| 10  | Japão | M       | Koki Ikeda         |
| 11  | Japão | A       | Ryuya Noguchi      |
| 13  | Japão | D       | Daigo Masuzaki     |
| 14  | Japão | A       | Kei Yoshida        |
| 15  | Japão | D       | Sota Sugiyama      |
| 16  | Japão | M       | Yuto Yoshida       |
| 17  | Japão | M       | Iori Tahara        |

| N.º |       | Posição | Jogador           |
| --- | ----- | ------- | ----------------- |
| 18  | Japão | M       | Shogo Funaki      |
| 19  | Japão | D       | Takumi Shouji     |
| 20  | Japão | D       | Hiromu Kasahara   |
| 21  | Japão | G       | Takeru Hasegawa   |
| 22  | Japão | M       | Koji Takahashi    |
| 23  | Japão | M       | Yuta Imabe        |
| 24  | Japão | D       | Kosei Hashimoto   |
| 25  | Japão | M       | Yasuhiro Okuyama  |
| 26  | Japão | M       | Ryota Kuroda      |
| 27  | Japão | A       | Ryoma Sato        |
| 28  | Japão | M       | Keisuke Yoshikawa |
| 29  | Japão | A       | Hiroki Shimura    |
| 44  | Japão | M       | Yuki Miura        |
| 61  | Japão | G       | Yuki Furukawa     |